# Lederhosenfilm
Um Lederhosenfilm (filme Lederhosen) é um filme erótico feito em alemão que se passa em um ambiente rural alpino. O termo é usado como um termo coletivo para comédias eróticas alemãs e austríacas que foram filmadas principalmente na década de 1970 e início de 1980.
Os filmes seguem a tradição de comédias calorosas do teatro camponês e de inúmeras comédias cinematográficas ambientadas em ambientes alpinos, como Ehestreik (1935 e 1953), Weiberregiment (1936), Das sündige Dorf (1940), Das sündige Dorf (1954), Die Nacht ohne Moral (1953) ou Zwei Bayern im Harem (1957).
Tal como acontece com estes modelos, a comédia dos filmes Lederhosen depende da desproporção entre a modéstia externa e o impulso excessivo dos personagens principais. A exibição decorosa em público contrasta com o flerte secreto, a fachada e o esforço para não ser pego. A novidade nos filmes Lederhosen foi a liberdade de movimento que surgiu na esteira da onda sexual.
Os filmes Lederhosen costumam ter um tom auto-irônico e às vezes brincam com clichês de filmes nacionais. Exemplos são a série de sete partes do diretor Franz Marischka, Liebesgrüße aus der Lederhose, a série de filmes Laß jucken, Kumpel (que se passa no ambiente de amigos da região do Ruhr) ou os filmes de Josefine Mutzenbacher, que, no entanto, tiveram pouco a ver com o romance original de Felix Salten. Os filmes Lederhosen costumavam ser produções baratas, mas geralmente faziam muito sucesso de bilheteria. A era dos filmes Lederhosen terminou quando o cenário dos filmes de sexo mudou mais para locais mediterrâneos ou exóticos.

## História
O apogeu do gênero foi no final dos anos 1960 e início dos anos 1970, correspondendo aproximadamente à chancelaria de Willy Brandt, mas esses filmes continuaram a ser produzidos até cerca de 1980. Hoje eles vivem como produtos básicos dos canais noturnos a cabo e via satélite europeus. Entre os diretores que trabalharam nesse gênero estavam Franz Antel (Liebe durch die Hintertür, 1969; Das Love-Hotel in Tirol, 1978), Franz Marischka (Liebesgrüße aus der Lederhose, 1973; Zwei Däninnen in Lederhosen, 1979; Three Lederhosen in St. Tropez, 1980), Franz-Josef Gottlieb (No Sin on the Alpine Pastures, 1974), Alois Brummer (Beim Jodeln juckt die Lederhose, 1974), e Hubert Frank (Jagdrevier der scharfen Gemsen, 1975).
Alois Brummer foi o produtor de muitos desses filmes. Dono de dois cinemas, interessou-se por cinema e cinema e pensou que poderia ser ele mesmo diretor e produtor. Depois de alguns filmes "Report" (os chamados documentários sobre "donas de casa alemãs" ou "escolas para meninas", como uma reação a documentários sérios sobre itens sexuais no final dos anos 60 na Alemanha), ele se envolveu na série mencionada acima. Estes estavam situados principalmente nos Alpes. O diretor Franz Marischka teve a ideia através de um artigo de jornal em 1972 sobre turistas ricas na Baviera que tentaram seduzir jovens locais ou o proprietário da pousada onde estavam hospedados (e pagaram-lhes por isso). Marischka se inspirou e se propôs a fazer filmes sobre o assunto. Por isso, os Alpes foram escolhidos como pano de fundo.
Os filmes pornográficos bávaros geralmente se passavam na Baviera (Bayern) ou no Tirol (Tyrol). Naquela época, a maioria dos estúdios cinematográficos alemães estava localizada em Munique. Isto foi um tanto irônico, considerando o fato de que a Baviera tem sido uma das áreas cultural e socialmente mais conservadoras da Alemanha, e tem sido dirigida pela União Social Cristã quase continuamente desde 1947. Não poucos desses filmes são de origem austríaca, desde então muitos deles aconteceram no Tirol.
Na altura, a pornografia bávara parecia ultrajante e chocante para a geração mais velha, que tinha sido incutida nos valores familiares do regime nacional-socialista, para não mencionar a tradicional moralidade sexual alemã. Para os baby boomers que atingiram a maioridade após a Segunda Guerra Mundial, os filmes encarnavam a liberdade e a libertação provocadas pela Revolução Sexual.
Os filmes experimentaram um "segundo apogeu" através das inúmeras repetições na televisão por assinatura nas décadas de 1980/1990, em conjunto com a transmissão de peças do Theaterstadl de Peter Steiner, que era um ator conhecido nos filmes Lederhosen.
Hoje, esses filmes são reverenciados mais por seu valor campestre do que por qualquer capacidade de causar excitação sexual. Seu legado é mais evidente nas trilhas sonoras de acid-jazz usadas nesses filmes, que se tornaram populares entre os hipsters no final da década de 1990, junto com o ressurgimento do space age pop. Gert Wilden compôs e executou muitas trilhas sonoras pornográficas da Baviera com sua orquestra.
Alguns filmes pornográficos da Baviera foram dublados para o inglês por atores e atrizes alemães que falavam inglês. As traduções ruins, a qualidade de dublagem "estilo Godzilla" e os sotaques alemães elevam o fator campestre desses filmes a um nível além dos originais alemães. A pornografia bávara foi lançada nos Estados Unidos sob títulos como Naughty Co-Eds, 2069: A Sex Odyssey, e The Sinful Bed.
Importantes diretores de filmes deste gênero foram: Franz Marischka, Franz Antel, Alois Brummer, Jürgen Enz, Franz Josef Gottlieb, Siggi Götz, e Gunter Otto.
Um produtor importante foi Karl Spiehs com sua Lisa Film, de Munique.
Este gênero também foi descoberto e desenvolvido por filmes pornográficos desde a década de 1990.